# آرنو مارگریت
آرنو مارگریت (انگلیسی: Arnaud Margueritte؛ زادهٔ ۷ مارس ۱۹۷۳) بازیکن فوتبال اهل فرانسه است.
از باشگاه‌هایی که در آن بازی کرده‌است می‌توان به باشگاه ورزشی ناسیونال اشاره کرد.